# Damien Djordjevic
Pour les articles homonymes, voir Djordjevic.
Damien Djordjevic (né le 1er juillet 1984 à Aix-en-Provence) est un patineur artistique français. Il a été 4e aux championnats de France 2004 et a représenté la France à plusieurs grands championnats internationaux.

## Biographie

### Carrière sportive
Double champion de France junior en 2002 et 2003, Damien Djordjevic a également participé à sept championnats de France élites entre 2000 et 2007. Son meilleur classement est une 4e place lors de l'édition 2004 à la patinoire René Froger de Briançon, derrière Brian Joubert, Frédéric Dambier et Stanick Jeannette.
Il a représenté la France à trois championnats du monde juniors de 2002 à 2004. Son meilleur résultat est une 5e place en 2002 à Hamar en Norvège. Il a également participé une fois aux championnats d'Europe en 2004 à Budapest où il s'est classé 19e.
En raison de la forte concurrence chez les patineurs masculins français, il n'a jamais pu participer ni aux championnats du monde, ni aux Jeux olympiques d'hiver, ni à une seule compétition du Grand Prix ISU.
Lors de la saison 2008/2009, il a obtenu le droit de patiner pour la Slovénie mais a dû déclarer forfait aux championnats nationaux de ce pays. La saison suivante, en 2009/2010, il a demandé à patiner pour le Monténégro mais sans succès.

## Palmarès
| Compétition                   | 2000 | 2001 | 2002 | 2003 | 2004 | 2005 | 2006 | 2007 | 2008 | 2009 |
| Jeux olympiques d'hiver       |      |      |      |      |      |      |      |      |      |      |
| Championnats du monde         |      |      |      |      |      |      |      |      |      |      |
| Championnats d'Europe         |      |      |      |      | 19e  |      |      |      |      |      |
| Championnats de France        | 16e  | 18e  | 7e   | 6e   | 4e   | A    | F    | 10e  |      |      |
| Championnats de Slovénie      |      |      |      |      |      |      |      |      |      | F    |
| Championnats du monde juniors |      |      | 5e   | 10e  | 12e  |      |      |      |      |      |
| Légende : F = Forfait         |      |      |      |      |      |      |      |      |      |      |